# Diocesi di Rzeszów
La diocesi di Rzeszów (in latino: Dioecesis Rzeszoviensis) è una sede della Chiesa cattolica in Polonia suffraganea dell'arcidiocesi di Przemyśl. Nel 2022 contava 479.103 battezzati su 494.789 abitanti. È retta dal vescovo Jan Franciszek Wątroba.

## Territorio
La diocesi comprende la parte occidentale del Voivodato della Precarpazia.
Sede vescovile è la città di Rzeszów, dove si trova la cattedrale del Sacro Cuore.
Il territorio è suddiviso in 25 decanati e in 246 parrocchie.

## Storia
La diocesi di Rzeszów è stata eretta il 25 marzo 1992, nell'ambito della riorganizzazione delle diocesi polacche voluta da papa Giovanni Paolo II con la bolla Totus tuus Poloniae populus. Il territorio è stato ricavato dalle diocesi di Przemyśl (contestualmente elevata ad arcidiocesi) e di Tarnów.
Il 7 ottobre 1993, con la lettera apostolica Fideles ecclesialis, lo stesso papa Giovanni Paolo II ha confermato il beato Józef Sebastian Pelczar patrono principale della diocesi, e la beata Karolina Kózka patrona secondaria.

## Cronotassi dei vescovi
Si omettono i periodi di sede vacante non superiori ai 2 anni o non storicamente accertati.
- Kazimierz Górny (25 marzo 1992 - 14 giugno 2013 ritirato)
- Jan Franciszek Wątroba, dal 14 giugno 2013

## Statistiche
La diocesi nel 2022 su una popolazione di 494.789 persone contava 479.103 battezzati, corrispondenti al 96,8% del totale.
| anno | popolazione | popolazione | popolazione | presbiteri | presbiteri | presbiteri | presbiteri                | diaconi | religiosi | religiosi | parrocchie |
| anno | battezzati  | totale      | %           | numero     | secolari   | regolari   | battezzati per presbitero | diaconi | uomini    | donne     | parrocchie |
| ---- | ----------- | ----------- | ----------- | ---------- | ---------- | ---------- | ------------------------- | ------- | --------- | --------- | ---------- |
| 1999 | 603.400     | 618.483     | 97,6        | 595        | 493        | 102        | 1.014                     |         | 108       | 271       | 219        |
| 2000 | 595.511     | 609.689     | 97,7        | 593        | 487        | 106        | 1.004                     |         | 121       | 275       | 222        |
| 2001 | 605.816     | 615.016     | 98,5        | 649        | 525        | 124        | 933                       |         | 137       | 283       | 224        |
| 2002 | 597.371     | 610.496     | 97,9        | 635        | 527        | 108        | 940                       |         | 121       | 310       | 225        |
| 2003 | 598.100     | 622.000     | 96,2        | 692        | 543        | 149        | 864                       |         | 161       | 317       | 226        |
| 2004 | 600.699     | 612.832     | 98,0        | 663        | 558        | 105        | 906                       |         | 118       | 329       | 226        |
| 2010 | 591.608     | 601.598     | 98,3        | 709        | 603        | 106        | 834                       |         | 123       | 327       | 236        |
| 2014 | 593.558     | 600.714     | 98,8        | 738        | 626        | 112        | 804                       |         | 121       | 307       | 242        |
| 2017 | 600.852     | 608.378     | 98,8        | 770        | 650        | 120        | 780                       |         | 128       | 335       | 244        |
| 2020 | 598.450     | 607.800     | 98,5        | 783        | 657        | 126        | 764                       |         | 133       | 332       | 244        |
| 2022 | 479.103     | 494.789     | 96,8        | 795        | 672        | 123        | 602                       |         | 130       | 325       | 246        |